# Ankaratra-Massiv
Das Ankaratra-Massiv ist ein vulkanisches Gebirge, das in der Mitte des zentralen Hochlandes von Madagaskar in Nord-Süd-Richtung verläuft. Sein höchster Berg, der Tsiafajavona, ist 2.644 m hoch. In einer ersten Eruptionsphase entstanden trachytische Vulkandome und massive Spalten-Eruptionen bildeten ausgedehnte Lavafelder. Während der letzten Aktivitäten entstanden im südlichen Teil des Massivs einige Schlackenkegel. Vulkanische Ausbrüche bildeten einige Krater, welche sich mit Seen füllten.